# ZAZ 965
La ZAZ 965 est une automobile produite par le constructeur ukrainien ZAZ de 1960 à 1969. Proche de la Fiat 600, elle fut vendue notamment en Belgique et en Autriche sous le nom de Yalta. Sujette à de nombreuses blagues concernant son style et sa technique, elle fut surnommée « la bossue ».

## Un projet de voiture populaire
À la fin des années 1950, la Moskvitch 402 est la plus petite voiture produite en grande série en URSS, mais son prix la rend hors de portée de la quasi-totalité des citoyens soviétiques. Ainsi, le bureau d’études Moskvitch prépare dès 1956 une petite voiture, qui pourrait être vendue à un prix bien inférieur. En 1957, le prototype MZMA 444 passe aux essais, avec comme moteur un bicylindre de 650 cm³ développant 17,5 ch. Jugé trop petit, il sera remplacé par un autre bicylindre, de même cylindrée, mais développant 18 ch, sur les prototypes testés en 1958 et 1959. Un prospectus présentant le projet sera distribué lors de l’Exposition Internationale de Bruxelles, en 1958.

## ZAZ, un nouveau constructeur automobile
L’année suivante, il est décidé que la production aura lieu dans l’usine Kommunar de Zaparojie, en Ukraine, qui fabriquait des moissonneuses-batteuses. La voiture prend alors le nom de « Zaparojets », et sera présentée à l’Exposition des Réalisations Économiques de Moscou, en février 1959. La première voiture sort de l’usine le 18 juin 1959, mais ce n’est encore qu’un prototype. L'inspiration de la carrosserie vient sans en douter de la Fiat 600, elle est motorisée par un V4 746 cm³ de 23 ch, la ZAZ 965 (pour Zaporosky Avtomobilny Zavod ; usine d’automobiles de Zaparojie) atteint 80 km/h et dispose d’une boîte 4 vitesses, dont les trois derniers sont synchronisés.
Il faudra néanmoins attendre le 22 novembre 1960 pour voir le premier modèle de série quitter les chaînes, à un rythme assez faible puisque seulement 1500 unités sont produites jusqu’à la fin de l’année 1960. Longue de 3,33m, large de 1,39m, la ZAZ est bien plus petite que les autres productions du pays, et bien moins chère, puisqu’elle est vendue 1800 roubles. Le premier secrétaire du parti communiste Nikita Khrouchtchev déclara qu’elle serait « un bon cadeau pour les travailleurs, à condition qu’elle soit bon marché ».

## Une tentative européenne
La première européenne a lieu en février 1961, à l’occasion du salon de Bruxelles, puis au salon de Londres en 1961 et 1962. Au Royaume-Uni, un importateur est désigné : il fera imprimer un prospectus, mais aucune voiture ne trouvera preneur.
En octobre 1962, la 965 devient 965 A. Elle se distingue de sa devancière par ses clignotants situés sous les phares (et non plus sur les ailes), par une baguette chromée qui court le long de la carrosserie, et par un nouveau 887 cm³ de 27 ch sous le capot, permettant à la voiture d’atteindre désormais 90 km/h. On notera également l’apparition d’une 965 B en 1963, destinée aux handicapés. En 1965, la ZAZ est importée au Benelux et en Autriche, sous le nom de Yalta. 306 exemplaires seront vendus dans la seule Belgique de 1966 à 1968. Les chiffres n'ont pas été mirobolants : 196 en 1966, 92 en 1967, 13 en 1968 et encore 2 en 1969 et 3 en 1970, certainement sur stock. La 966 a pris le relais en 1969 mais on en a vendu encore moins.
La nouvelle 966 étant déjà prête, la production de la ZAZ 965 cesse en mai 1969.

## Sources
- Bernard Vermeylen, Voitures des pays de l'Est, Boulogne-Billancourt, ETAI, 2008, 239 p. (ISBN 978-2-7268-8808-7, OCLC 470767381)